# Goodwill Games 1994/Synchronschwimmen
Bei den Goodwill Games 1994 in Sankt Petersburg wurden zwei Wettbewerbe im Synchronschwimmen ausgetragen.

## Ergebnisse

### Solo
| Platz | Athlet               | Land                   | Pflicht | Kür    | Punkte  |
| ----- | -------------------- | ---------------------- | ------- | ------ | ------- |
| 1     | Olga Sedakowa        | Russland               | 98,240  | 98,720 | 197,200 |
| 2     | Becky Dyroen-Lancer  | Vereinigte Staaten     | 97,880  | 98,720 | 197,020 |
| 3     | Marianne Aeschbacher | Frankreich             | 95,560  | 97,520 | 194,060 |
| 4     | Akiko Kawase         | Japan                  | 95,400  | 96,560 | 192,540 |
| 5     | Estella Warren       | Kanada                 | 94,960  | 95,480 | 190,700 |
| 6     | Kerry Shacklock      | Vereinigtes Königreich | 94,600  | 94,920 | 189,680 |
| 7     | María Elena Giusti   | Venezuela              | 94,680  | 94,880 | 189,660 |
| 8     | Tamara Zwart         | Niederlande            | 91,720  | 92,600 | 184,760 |

### Duett
| Platz | Athleten                           | Land                   | Pflicht | Kür    | Punkte  |
| ----- | ---------------------------------- | ---------------------- | ------- | ------ | ------- |
| 1     | Becky Dyroen-Lancer Jill Sudduth   | Vereinigte Staaten     | 98,760  | 99,000 | 197,880 |
| 2     | Olga Brusnikina Julija Pankratowa  | Russland               | 96,600  | 97,800 | 195,000 |
| 3     | Myriam Lignot Marianne Aeschbacher | Frankreich             | 96,440  | 97,000 | 193,720 |
| 4     | Kaori Takahashi Rei Jimbo          | Japan                  | 96,640  | 96,640 | 193,280 |
| 5     | Estella Warren Claire Carver       | Kanada                 | 95,400  | 95,120 | 190,380 |
| 6     | Kerry Shacklock Laila Vakil        | Vereinigtes Königreich | 94,240  | 94,680 | 189,140 |
| 7     | Tamara Zwart Iris Sentrop          | Niederlande            | 93,320  | 92,520 | 185,440 |
| 8     | Helen Kaeser Caroline Imoberdorf   | Schweiz                | 91,720  | 92,560 | 184,700 |

## Medaillenspiegel
| Platz | Land               | G | S | B | Gesamt |
| ----- | ------------------ | - | - | - | ------ |
| 1     | Russland           | 1 | 1 | – | 2      |
| 1     | Vereinigte Staaten | 1 | 1 | – | 2      |
| 3     | Frankreich         | – | – | 2 | 2      |